# جورج كارتر (سياسي)
جورج كارتر (بالإنجليزية: George Carter)‏ هو سياسي نيوزلندي، ولد في 1864 في نيلسون في نيوزيلندا، وتوفي في 1932 في بريزبان في أستراليا. حزبياً، نشط في Queensland Labor Party ‏. وقد انتخب عضو المجلس التشريعي ولاية كوينزلاند.